# Le Vieux-Cérier
Le Vieux-Cérier is een gemeente in het Franse departement Charente (regio Nouvelle-Aquitaine) en telt 134 inwoners (1999). De plaats maakt deel uit van het arrondissement Confolens.

## Geografie
De oppervlakte van Le Vieux-Cérier bedraagt 9,6 km², de bevolkingsdichtheid is 14,0 inwoners per km².
De onderstaande kaart toont de ligging van Le Vieux-Cérier met de belangrijkste infrastructuur en aangrenzende gemeenten.

## Demografie
Onderstaande figuur toont het verloop van het inwonertal (bron: INSEE-tellingen).